# Stilelement
Ein Stilelement ist der künstlerisch prägende Bestandteil eines von Menschenhand entworfenen Objektes. Dabei variiert das Stilelement zeitlich wie räumlich und hinterlässt mehr oder minder klar gegeneinander abgrenzbare Stile, die sich an der Häufigkeit des Auftretens des jeweiligen Stilelementes orientieren. 

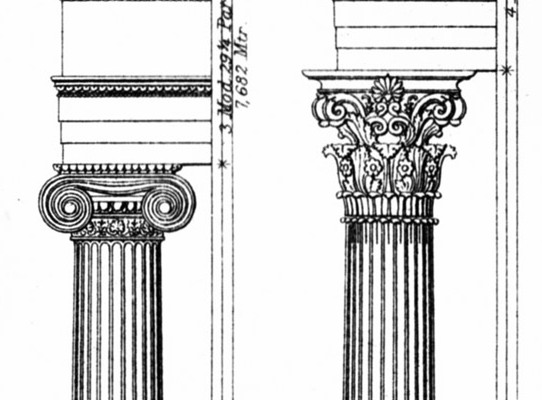
Ionisches und korinthisches Kapitell

Stilelemente können Hinweise auf zeitliche und räumliche Entstehung geben, dürfen aber nicht allein zur Herkunfts- und Altersbestimmung herangezogen werden. 
Am häufigsten findet man sie an den Stellen, die über die reine Funktionalität hinausgehen, also im Schmuck und in der Ornamentik beispielsweise von Geschirr, Möbeln und Architektur. Als Stilelemente behandelt die Ikonografie neben dem Ornament und anderen typischen Dekors auch Plastiken, signifikante Bauweisen, verwandte Materialien oder Darstellungskonventionen. Auch zeitgenössische Ideale oder eine charakteristische Thematik können zum Stilelement avancieren.

## Beispiele

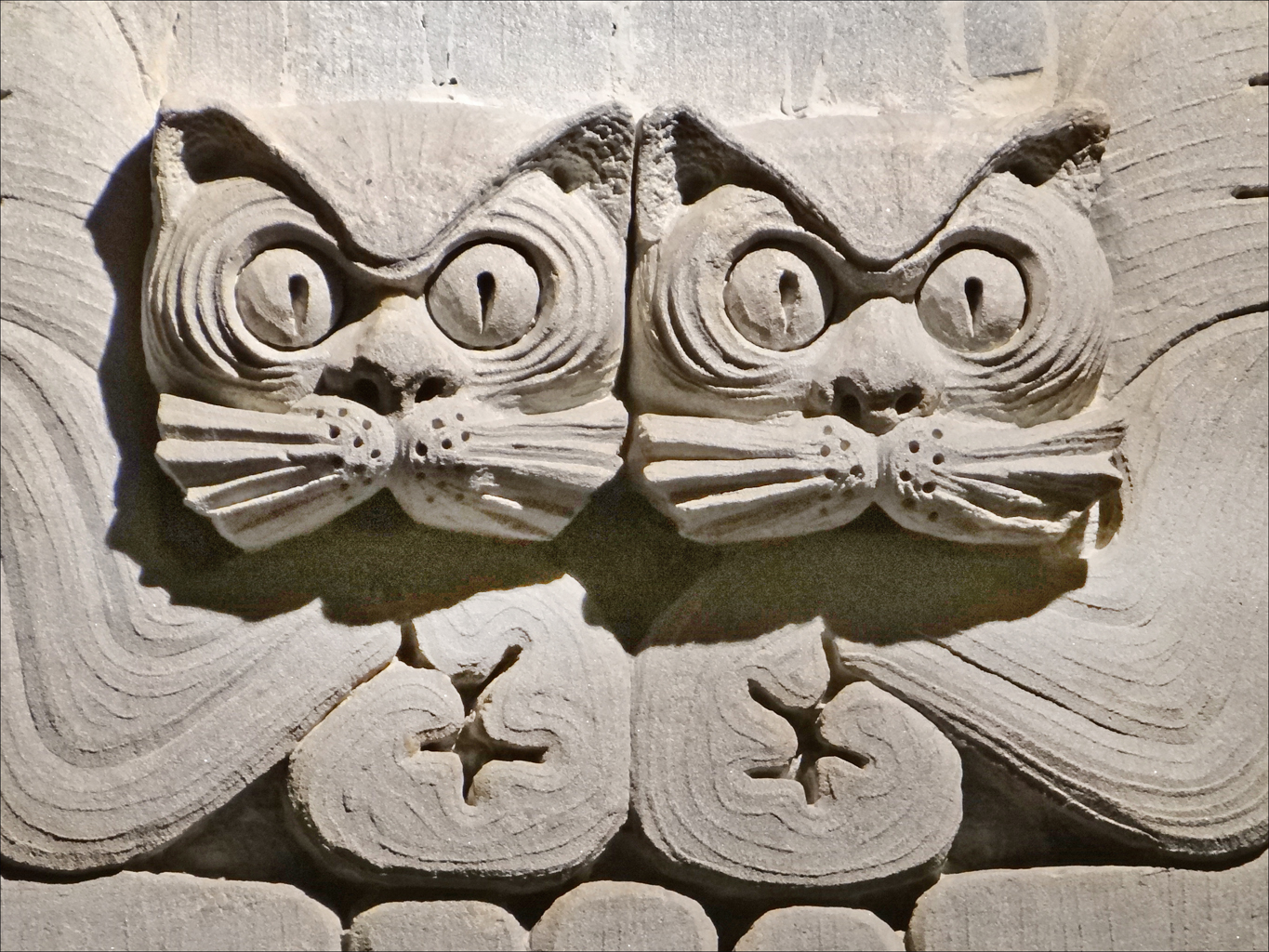
Ornament im finnischen Jugendstil

- Dorische, ionische, korinthische usw. Säulen – in der Antike.
- Der dreidimensionale Raum – in der Renaissance.
- Das Rokal, als Namensgeber – im Barock und im Rokoko.
- Das Vermitteln von Macht und Stärke – in barocken Gemälden.
- Das Fehlen des Ornaments – im Klassizismus.
- Die aufblühende Figürlichkeit – im Berliner Neobarock.
- Die mittelalterliche Symbolsprache – der Präraffaeliten.
- Die fließende, der Natur entlehnte Ornamentik – im Jugendstil.
- Glas und Stahl – in der zeitgenössischen Architektur.